# Ямпільський ботанічний сад
Я́мпільський ботані́чний сад — природоохоронна територія місцевого значення в Україні. Розташована в селищі міського типу Ямпіль Сумської області, на вулиці Калиновій, на території районної станції юних натуралістів. Директором станції є Сергій Мерцалов.

## Опис
Площа Ямпільського ботанічного саду становить 13,5 гектарів. Статус надано 2005 року. Перебуває у віданні Ямпільської районної станції юних натуралістів.
Робітники закладу співпрацюють з 30 ботанічними садами, розташованими у різних містах України та закордоння. Весною 2015 року було анонсоване створення нової клумби «Рослини — символи України» на території саду. На цій ділянці будуть зростати рослини, які є символами держави та будуть доповнювати експозицію з хаткою. Також заплановано в 2015 році побудувати нові вольєри для екзотичних птахів та тварин, які будуть мешкати на природоохоронній території. В Менському зоопарку планується придбати для Ямпільського ботанічного саду фазанів, нутрій та цесарок.
На території ботанічного саду розміщенні скульптури героїв, що мають відношення до казкових сюжетів. Серед них — лісовик, гноми, три ведмеді, Оленка та скульптура лілії. Всі вони були виготовлені працівником станції Володимиром Кириченком. До їх встановлення, на території ботанічного саду розташовувалась дерев'яна скульптура лелек, реставрувати яку було неможливо. Є голубник. Розташовані вольєри з екзотичними тваринами. У 2015 році з'явилась інформація про побудови дитячого майданчика. В Ямпільському ботанічному саду займається 900 учнів з усього району.

## Рослинність
4,5 гектарів усієї території ботанічного саду зайнято насадженнями квітів. Представлено понад 2,5 тисяч сортів рослин. У березні в юннатській теплиці проводяться заходи з вирощування 5 тисяч саджанців. Теплиця працює протягом всього року, зростають у ній калла, фікуси, інжир. Серед рослин ботанічного саду представлені пролісок, крокуси, нарциси. Щорічно у квітні на території Ямпільського ботанічного саду спостерігається цвітіння тисяч тюльпанів, після цього — цвітіння бузку та конвалій. У ботанічному саду зібрана насіннєва колекція. Є зразки насіння власної селекції. Докуповуються нові види. Тюльпани представлені 45 видами. Зростають мініатюрні троянди. На території ботанічного саду можна придбати саджанці квітів. Функціонують квіткові експозиції. Зростають сосни. Планується висадження чагарників та ялин.

## Галерея

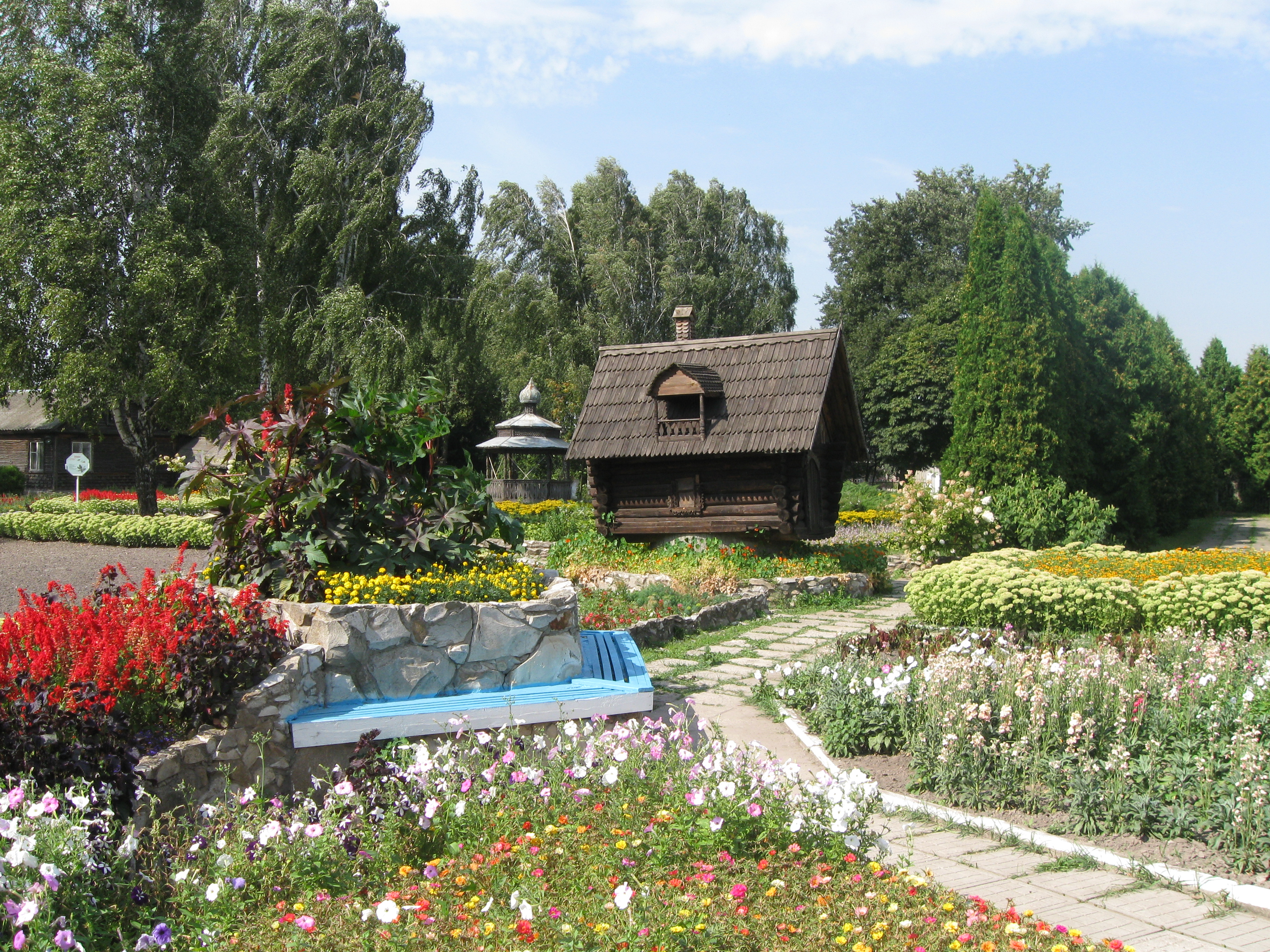
Загальний вигляд
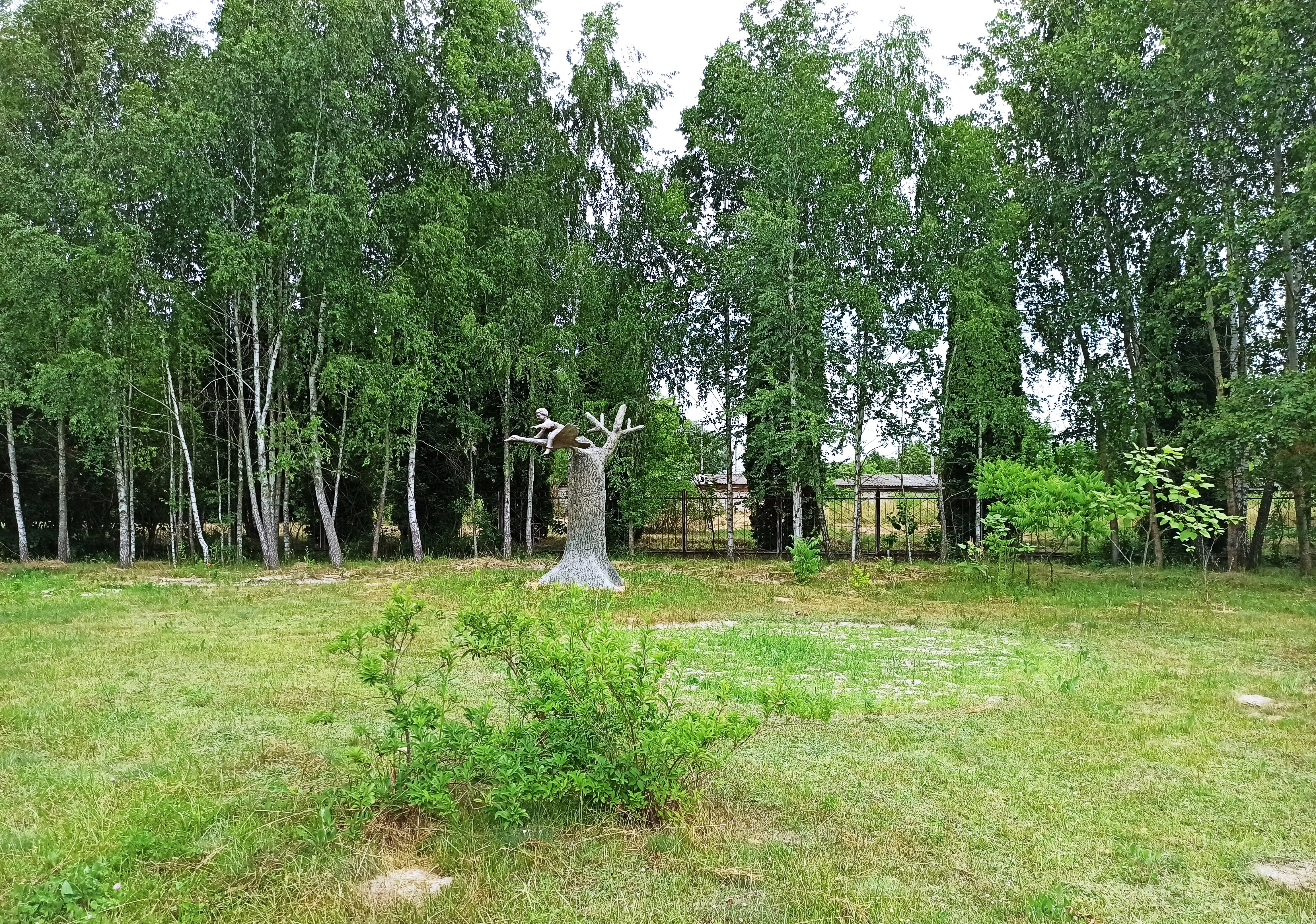
Березова алея
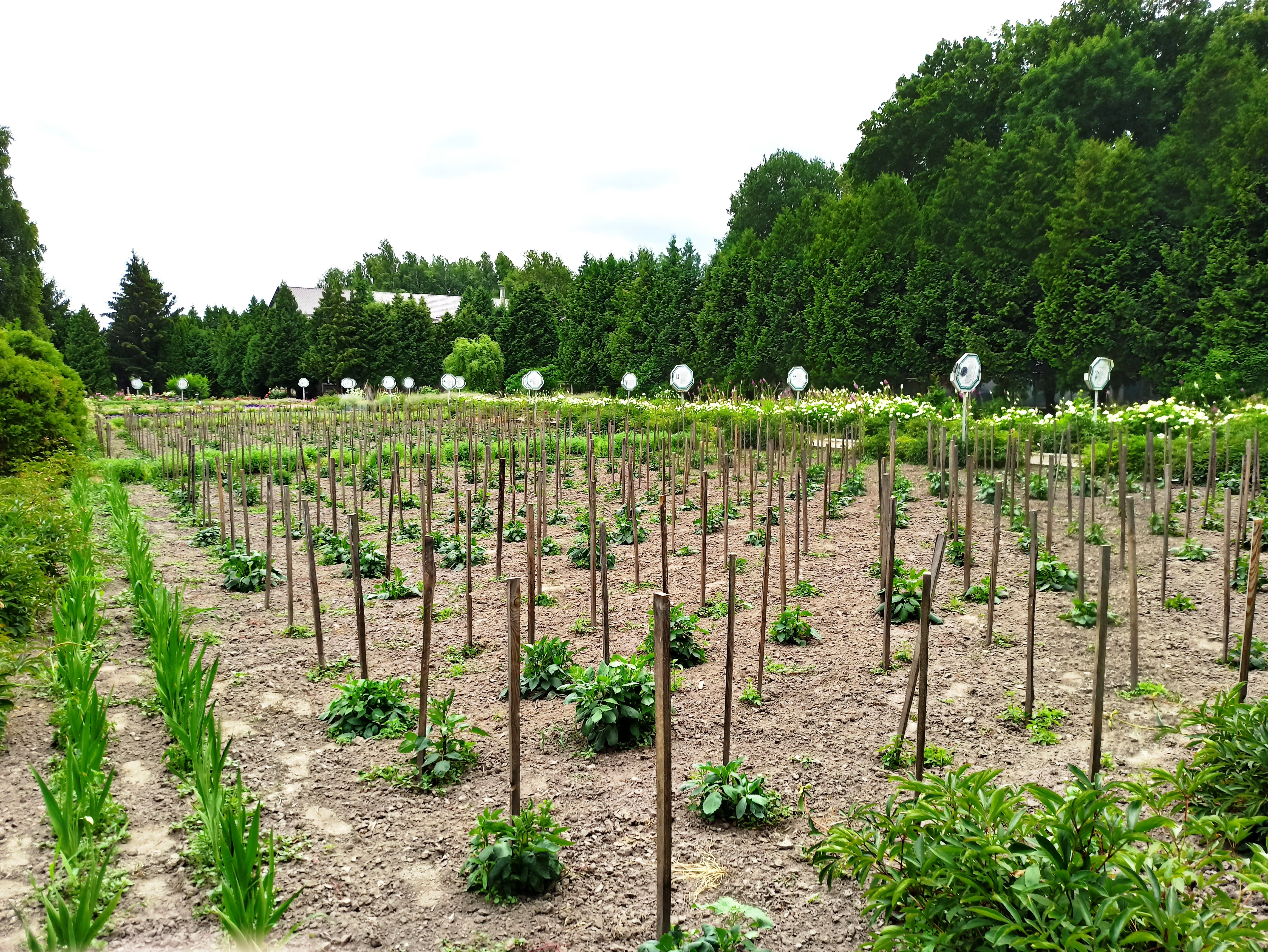
Жоржини
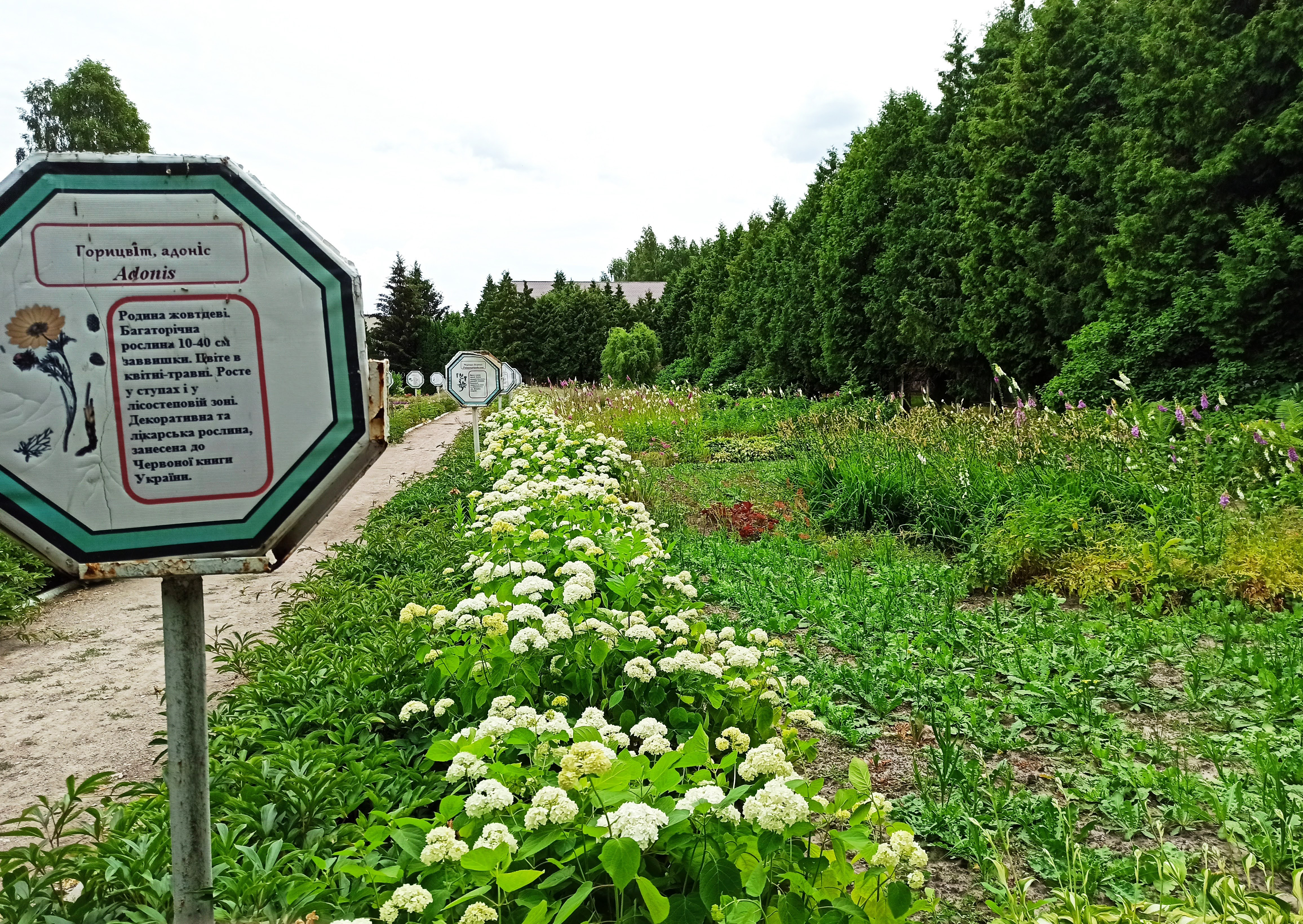
Квіти
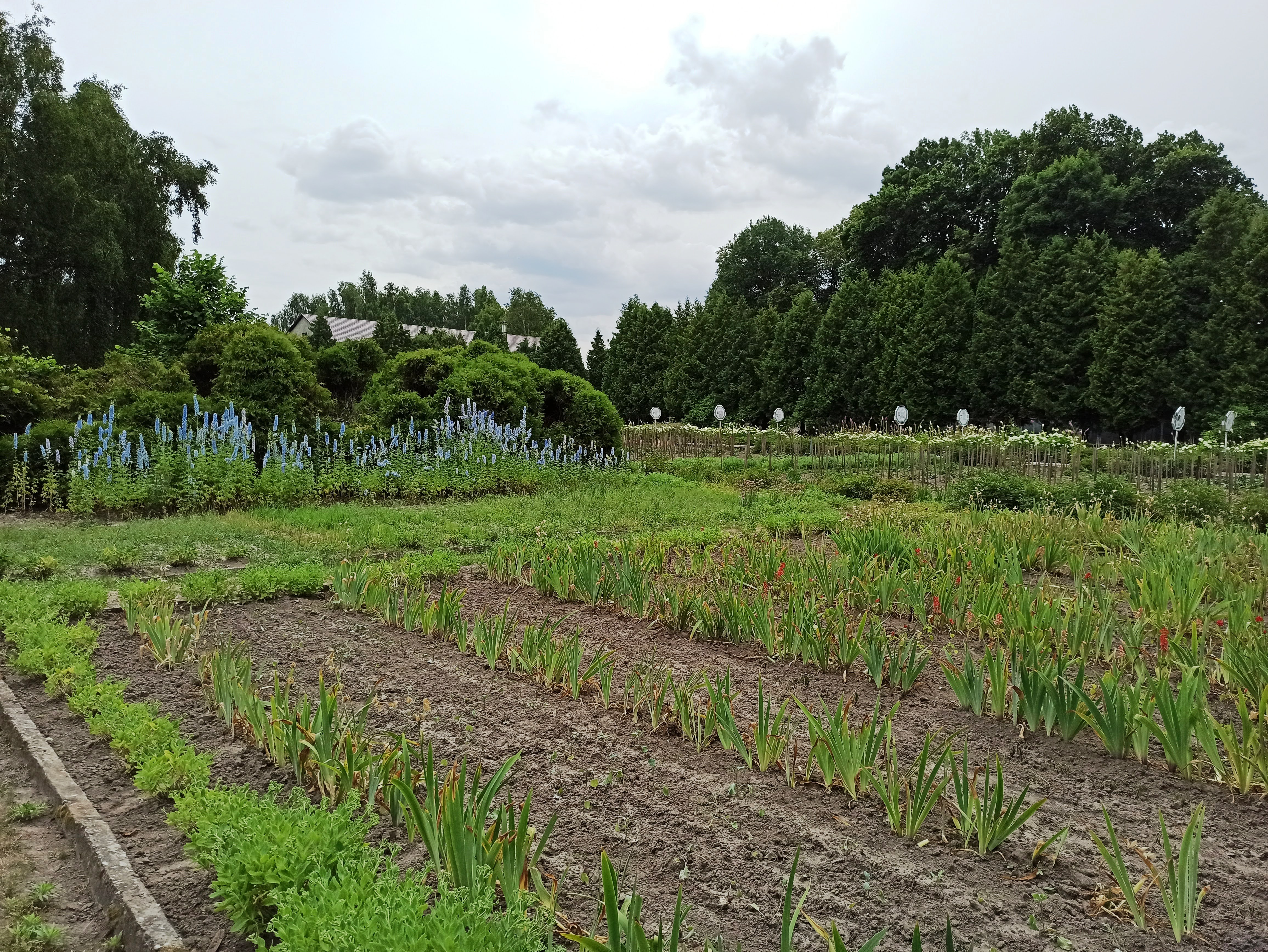
Квіти, кущі та дерева